# 廖武治
廖武治（1943年7月7日—），臺中市清水區人，出生於臺北市，現任財團法人台北保安宮董事長。

## 生平
廖武治，1943年廖武治出生於日治末期的台北市，自幼隨家人定居於大稻埕。國立藝專（今國立臺灣藝術大學）美術科肄業。許多資深畫家如楊三郎 (畫家)（1907-1995）、陳德旺（1910-1984）、洪瑞麟（1912-1996）、張萬傳（1909-2003）等人皆居住於這一帶，也對他的藝術心靈有所薰陶與啟迪。

## 繪畫歷程與參展經歷
1961年廖武治騎著腳踏車到位於錦西街的張萬傳老師家，看到掛在牆上的油畫，給了廖武治繪畫上的啟發。隨後便經常在張萬傳老師家的閣樓裡習畫，張老師因此成為他藝事生涯中的啟蒙者。
1974-1985年加入「中華民國油畫學會」，參加全國油畫展。
1979-1984年跟隨張萬傳籌組「北北美術會」舉辦聯展，共展出六次。
1983年 參加全國油畫展作品〈淡水教堂〉，獲選參加在東京都美術館展出的日本第19屆亞細亞現代美展。當年並與張萬傳同赴日本東京參觀「畢卡索展」，並至京都、福岡市等地寫生。
1991年 進入臺陽美術協會成為第54屆預備會員，直至1993年。1995-1999年與張祥銘、黃植庭人組織「大稻埕美術會」每年舉辦聯展，共展出三次。2013年應台北市社教館（現台北市藝文推廣處）之邀，舉辦生平第二次個展，展出作品四十餘件。2017年於臺北市藝文推廣處舉行第三次個人美術展。2019年 於臺北市藝文推廣處舉行第四次個人美術展。
2022年於國父紀念館舉行第五次美術展。2023年參加第95回新構造社展-「台日美術交流展」在日本東京國立新美術館展出。
之後加入台灣今日畫家協會，2024年獲聘為台陽美術協會顧問及中華民國油畫學會理事。

## 孔廟的第二任司禮組組長兼教練
自民國60年代(1970年代)，即參與祭孔禮生工作。民國85年(1996年)起受邀擔任釋奠儀典司禮組組長，由其帶領的祭孔禮生團隊彼此互敬、互助，講究和諧相處的禮儀典範團隊，彼此相互扶助，共同為大龍峒文化園區奉獻努力。民國89年(2000年)起擔任孔廟管理委員，對於臺北市孔廟的關心與支持更是不餘遺力。

## 與保安宮的修復與轉型
1979年起擔任保安宮第一、二屆董事，1988年兼任總務組長。1989年保安宮董事會同意將閒置多年的後棟二、三樓，分別闢建為圖書館及大雄寶殿，由廖武治擔任設計規劃、統籌建造工作。1992年兼任總幹事，將保安宮帶往轉型改造之路，開辦圖書館及藝文研習班。1994年任保安宮副董事長仍兼總幹事，首次舉辦「保生文化祭」，將保生大帝聖誕活動提昇為宗教文化活動。1995年主持重修保安宮，為避免受限於政府不合時宜的制度，以取得最佳的成效，保安宮決定放棄政府補助，以自力籌措經費，並自行修繕、監造，成為國內首宗民間籌資主導修復古蹟的案例。1998年獲得行政院文化建設委員會（今中華民國文化部）頒發的文馨獎特別獎及金獎肯定。
2002年獲內政部二等內政獎章及臺北市政府臺北文化獎，2003年獲聯合國教育、科學及文化組織（UNESCO）亞太文化資產保存獎（Asia-Pacific Awards for Culture Heritage Conservation）榮譽獎（Honourable Mention）。
2004年，參加亞洲近代建築網絡modern Asian Architeure Network（mAAN）在中國上海舉行的第四次國際會議，發表了大龍峒保安宮古蹟保存經驗論文。

## 劍潭古寺的修復
2003年（民國92年）應辜振甫先生聘請督導歷史建築劍潭古寺修復工程，2005年夏整修完工。

## 經歷
- 1988年-2008年財團法人臺北市關渡宮董事[10]
- 2008年-2015年國立臺灣藝術大學古蹟藝術修護學系兼任專技副教授[11]
- 2002年-2008年任職臺北市古蹟審查委員會委員、臺北市古蹟暨歷史建築審查委員會委員
- 2007年-2014年和2017年-2020年分別任職臺灣保生大帝信仰總會第一、二、四屆理事長[12]
- 2005年-2007年全國保生大帝廟宇聯誼會第六屆會長。
- 2023年獲文化部頒「文協獎章」。

## 現職
- 財團法人台北保安宮董事長[13]
- 中華民國總統府國策顧問[14]
- 行政院政務顧問
- 內政部宗教事務諮詢委員會委員
- 臺灣保生大帝信仰總會第五屆理事長
- 財團法人保生文教基金會董事長
- 國際古蹟遺址理事會（ICOMOS）國際會員

## 會見教宗
2016年10月15及16日大龍峒保安宮與教廷共同舉辦為期兩天的「一起尋找真理：基督徒與道教民間信仰者的對話」國際學術研討會，研討會後雙方共同簽署宣言，保安宮成為道教民間信仰中第一位與教廷締約的宮廟。2018年3月14日（民國107年），保安宮代表團由董事長廖武治率領至梵蒂岡會見天主教教宗方濟各。